# Виктория (линейный корабль)
«Виктория» (до покупки «Венкер») — парусный линейный корабль Балтийского флота России.

## Описание корабля
Парусный линейный корабль 4 ранга, длина судна по сведениям из различных источников составляла от 38,8 до 38,85 метра, ширина от 10,8 до 10,9 метров, а осадка от 4,2 до 4,27 метра. Вооружение судна составляли 50 орудий, включавших 12-фунтовые, 6-фунтовые и 4-фунтовые, а экипаж состоял из 350-и человек.

## История службы
Корабль «Венкер» был куплен Ф. С. Салтыковым в 1712 году в Бристоле и под именем «Виктория» вошёл в состав Балтийского флота России. 23 мая (3 июня) 1713 года корабль пришёл в Ревель, при этом шёл под английским флагом.
Принимал участие в Северной войне. С 1713 по 1715 год выходил в крейсерские плавания в Финский залив в составе эскадр, в 1714 году также ходил в Ревель.
В 1716 году был переоборудован в транспортное судно (провиантшип). В 1717 и 1719 годах использовался для сопровождения эскадр и доставляя продовольствия на суда. С 1725 по 1727 год использовался для доставки грузов и пассажиров в Ревель и Рогервик. В 1731 году совершил плавание в Киль. В  1734 году принимал участие в действиях флота под Данцигом. 18 мая с грузом пороха, ружей и амуниции покинул Кронштадт и, присоединившись к эскадре, в её составе пошёл к Пиллау и Данцигу, а 2 июля вернулся в Кронштадт. В 1735 и 1736 году состоял на грузовых перевозках между Ригой в Кронштадтом, перевозил продовольствие. Корабль «Виктория» был разобран после 1739 года.

## Командиры корабля
Командирами корабля «Виктория» в разное время служили:
- П. И. Сиверс (1713 год).
- П. Беземакер (1714 год).
- Я. Блорий (1715 год).
- X. Дозин (1716 год).
- Ф. Крамер (1717 год).
- Ф. Бон (в апреле и мае 1719 года).
- Т. Стокс (с 1724 до 17 (28) августа 1725 года).
- Я. С. Барш (с 17 (28) августа 1725 года).
- Н. Вордингаузен (с апреля 1726 года до 12 (23) августа 1726 года).
- П. Трезель (с 12 (23) августа 1726 года).
- А. Б. Беэр (1727 год).
- Л. Шевинг (1731 год).
- Д. Герценберг (1734—1735 годы).
- А. Трувор (1736 год).